# Telescopi Lovell
El Telescopi Lovell (pron.: /ˈlʌvəl/) és un radiotelescopi a l'Observatori de Jodrell Bank, a prop de Goostrey, Cheshire al nord-oest d'Anglaterra. Quan es va construir el 1955, fou el radiotelescopi en plat dirigible més gran del món amb 76,2 m de diàmetre;
ara és el tercer més gran, després del telescopi de Green Bank a Virgínia de l'Oest, EUA, i el d'Effelsberg a l'Alemanya.
Era conegut originalment com el "telescopi de 250 peus" o el Radiotelescopi de Jodrell Bank, abans d'esdevenir com a Telescopi Mark I pel 1961 quan els propers telescopis (el Mark II, III i IV) fossin discutits. El seu nom es va canviar a Telescopi Lovell el 1987 després de Bernard Lovell, i de convertir-se en un edifici llistat de Grau I el 1988. El telescopi forma part de la xarxa de radiotelescopis MERLIN i European VLBI Network.
Tant en Bernard Lovell com en Charles Husband van ser nomenats cavallers pel seu paper en la creació del telescopi. En el setembre de 2006, el telescopi va guanyar la competició en línia de la BBC per trobar el "Paratge Més Inusual" del Regne Unit. En el 2007 va complir el 50è aniversari.
Si l'aire és prou clar, el telescopi Mark I es pot veure en edificis de gran alçada a Manchester com el Beetham Tower, i des de llocs tan llunyans com Penins, Winter Hill a Lancashire, Snowdonia, Castell de Beeston a Cheshire, i Peak District. També pot ser vist des de l'àrea del restaurant de la Terminal 1 i les sales de sortida de l'Aeroport de Manchester.

## Construcció

### Concepció i construcció del Mark I
Bernard Lovell va construir el Telescopi Transit a Jodrell Bank a finals de la dècada de 1940. Va ser un radiotelescopi de 66 m de diàmetre que només pot apuntar directament cap amunt, el següent pas lògic era construir un telescopi que podia girar cap a tot arreu del cel perquè més fonts podrien ser observades, així com per a més temps d'integració. Encara que el telescopi Transit havia estat dissenyat i construït pels astrònoms que el van utilitzar, un telescopi completament orientable hauria de ser professionalment dissenyat i construït, el primer repte va ser trobar un enginyer disposat a fer la feina. Això va recaure amb Charles Husband, que Lovell va conèixer el 8 de setembre de 1949.

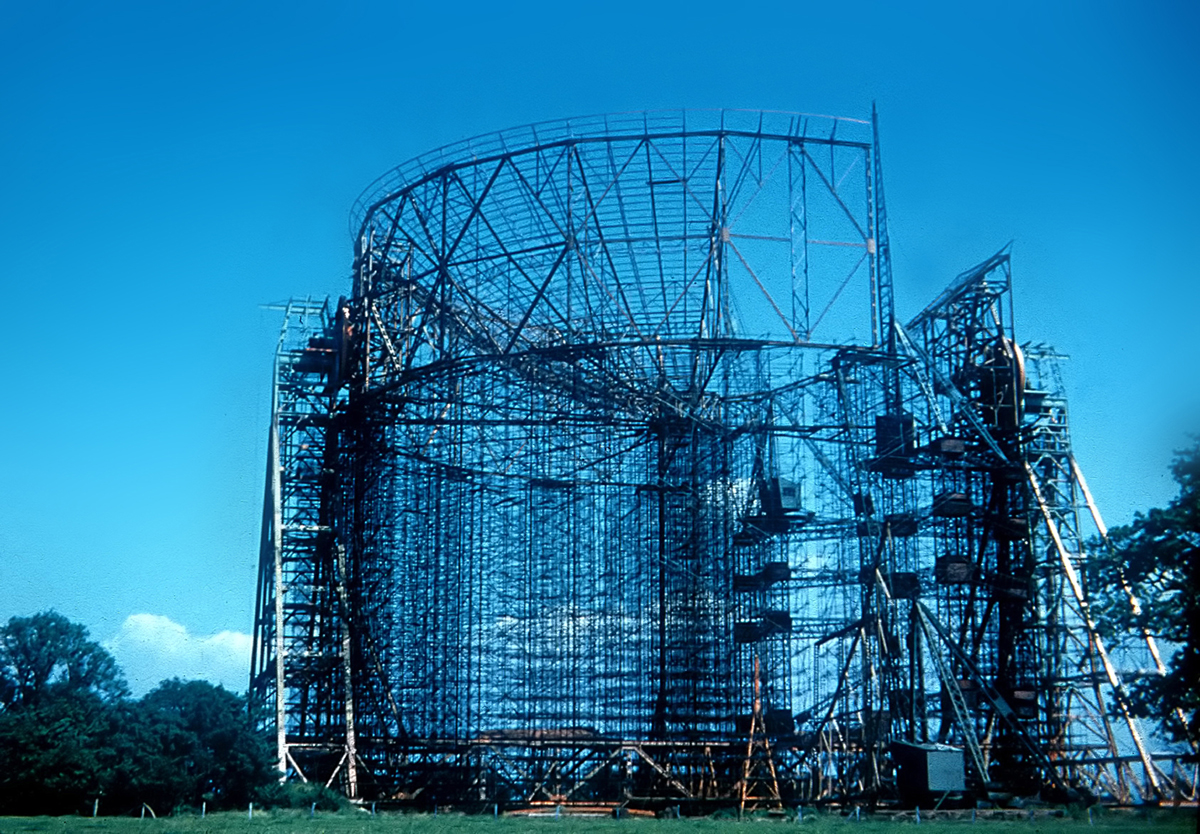
El Mark 1 en construcció.

Van ser comprats a baix preu, dos armes navals de 38 cm giratoris amb rodament; aquestes provenien dels cuirassats de la Segona Guerra Mundial, el HMS Revenge i el Royal Sovereign, que estaven avariats en aquell temps. Els rodaments es van convertir en els dos coixinets rotadors principals de l'altitud del telescopi, amb les parts escaients del telescopi, dissenyades posteriorment. En Husband va presentar els primers esborranys d'aquest radiotelescopi completament dirigible en el 1950. Després d'alguns retocs, aquests plans van ser detallats en un "Llibre blau", que va ser presentat al DSIR el 20 de març de 1951; the proposal was approved in March 1952.
La construcció va començar el 3 de setembre de 1952. Les bases per al telescopi es van completar el 21 de maig de 1953 després d'haver estat enfonsat 27 metres sota terra. A continuació, es va haver d'esperar fins a mitjans de març de 1954 per obtenir les línies de ferrocarril de doble acabat per la seva precisió requerida. El pivot central va ser instal·lat al seu lloc l'11 de maig de 1954, i el bogi final a mitjans de l'abril de 1955.

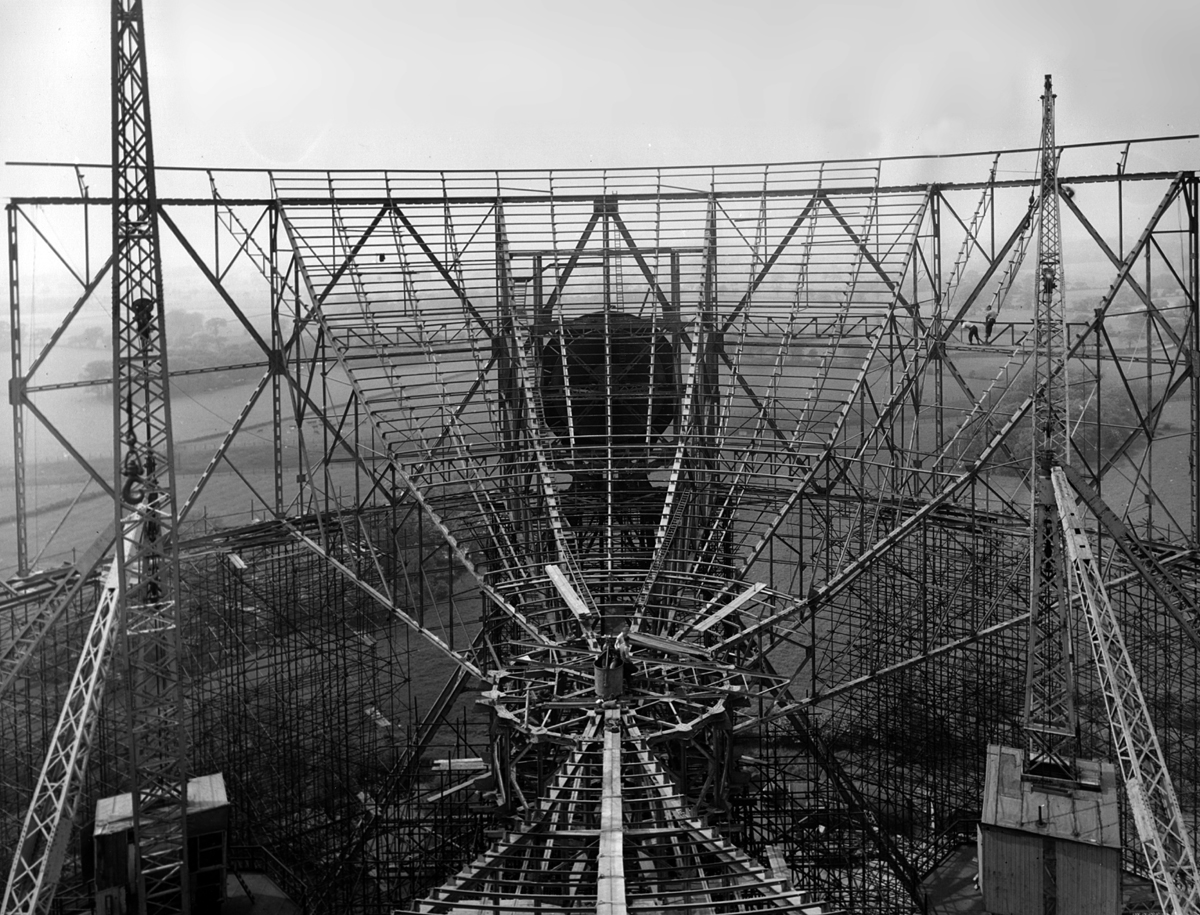
El Mark 1 en construcció.

El bol del telescopi originalment tindria una superfície de malla de filferro per observar a longituds d'ona entre 1 i 10 metres; això es va modificar a una superfície d'acer de manera que el telescopi pogués observar a 21 cm línia d'hidrogen, que va ser descobert en el 1951. També, en el febrer de 1954, Lovell i el Ministeri de l'Aire es van reunir per veure si hi havia fons disponibles per millorar la precisió de l'antena de manera que es podria utilitzar en longituds d'ona de centímetres, per a la investigació en aquestes longituds d'ona per al Ministeri, així com "altres propòsits". Encara el finançament no es va realitzar finalment per part del Ministeri de l'Aire, el procés de planificació havia progressat prou que es va poder finalitzar aquesta millora de totes maneres.
El telescopi va ser construït de manera que el bol pogués ser completament invertit. Originalment, es pretenia utilitzar una torre mòbil a la base del telescopi per canviar els receptors en el focus. No obstant això, la torre mòbil mai va ser construïda, a causa de les restriccions de finançament i el fet que gran part de l'equip receptor es col·loca a la base del telescopi en lloc del focus. En canvi, els receptors van ser muntats en llargs tubs d'acer de 15 metres, que s'insereix, per un cabrestant a la part superior de la torre aèria mentre el bol s'inverteix. Els cables dels receptors, es mouen per l'interior d'aquest tub, que després podria ser connectats quan el telescopi apunta al zenit. L'equip associat al receptor podria llavors ser col·locat ja sigui en el petit laboratori balancejat directament sota la superfície; en les habitacions de la part superior de les dues torres, a les bigues de base, o en l'edifici de control.
El telescopi es va moure per primera vegada el 3 de febrer de 1957: per una polzada. Es va moure azimutalment per primer cop el 12 de juny de 1957; the bowl was tilted under power for the first time on 20 June 1957. A finals de juliol, es va completar la superfície del plat, i la primera llum va ser el 2 d'agost de 1957; el telescopi va fer una exploració a través de la Via Làctia a 160 MHz, amb el bol en el zenit. The telescope was first controlled from the control room on 9 October 1957, El telescopi es va controlar per primer cop des de la sala de control el 9 d'octubre de 1957, per un ordinador analògic dissenyat per a això.
Hi havia grans excessos de costos amb la construcció del telescopi, principalment a causa del cost creixent abruptament de l'acer en el moment en què el telescopi es va construir. La concessió original per a la construcció del telescopi va arribar en forma conjunta a partir de la Nuffield Foundation i el govern, en £335,000. El govern va augmentar la seva participació en el finançament de manera sovint; la resta dels diners provenient de donacions privades. La part final del deute de la construcció del telescopi, £50,000, va ser cobrit per Lord Nuffield i el Nuffield Foundation el 25 de maig de 1960 (degut en part als principis del telescopi, un paper molt públic en el seguiment de les sondes espacials; vegeu més endavant), i l'observatori Jodrell Bank es va canviar el seu nom a la Nuffield Radio Astronomy Laboratories. El cost total definitiu del telescopi va ser de £700,000.

### Millores com a Mark IA
Poc després que el telescopi fou completatoriginalment, en Lovell i en Husband van començar a considerar la idea d'actualitzar el telescopi de manera que tingués una superfície més precisa, i controlat per un ordinador digital. Els plans per a aquesta actualització van ser creats per Husband and Co., i es van presentar en Lovell a l'abril de 1964. Els seus plans es va fer més urgents quan van ser descobertes les esquerdes de fatiga en el sistema d'accionament d'elevació el setembre de 1967. El telescopi va ser previst només per tenir una vida útil operacional de 10 anys, i en Husband havia estat advertint sobre la decadència del telescopi des del 1963. L'aparició d'esquerdes per fatiga va ser el primer dels problemes que amenaçaven de detenir el treball del telescopi; que havia estat deixat en el seu lloc, llavors el sistema d'elevació podria haver fallat i potser encallat. El telescopi va ser reparat i actualitzat, per tant, va esdevenir com a Mark IA; les £400,000 de fons per fer això va ser anunciat el 8 de juliol de 1968 per la SRC per millorar i reparar el telescopi al Mark IA. L'actualització es va portar a terme en tres fases, la fase 1 que va durar entre setembre de 1968 i febrer de 1969, la fase 2 entre setembre i novembre de 1969, i la fase 3 entre l'agost de 1970 i el novembre de 1971.
La primera fase va portar l'afegiment d'una via de ferrocarril interior, que va ser dissenyat per suportar un terç del pes del telescopi. La via de ferrocarril exterior, que havia estat decaient i s'enfonsava en els anys anteriors, es va reparar en la segona fase. També, es van afegir quatre bogies en la via interior, juntament amb la seva estructura d'acer, i els bogies existents a la pista exterior es van revisar.
En la tercera fase es van realitzar els majors canvis; es va construir una superfície de bol nova i més precisa al davant de la superfície vella, el que contribuïa que el telescopi es pogués utilitzar en longituds d'ona tan petita com a 6 cm, i va ser afegida la "roda de bicicleta" de suport central. Un sistema informàtic de control nou es va posar també en marxa (amb la reutilització de l'ordinador Ferranti Argus 104 del Mark II); les esquerdes per fatiga en els cons que connectaven amb el bol amb les torres van ser reparades i l'antena central va ser allargat i reforçada. Tràgicament, en el gener de 1972, va cedir el polipast que aguantava dos enginyers de l'antena central, causant lesions greus als dos enginyers i provocant la mort d'un d'ells.
L'actualitació del Mark IA es va completar formalment en el 16 de juliol de 1974, quan el telescopi va ser retornat a la Universitat. A causa de l'augment en el cost de l'acer durant l'actualització, l'import final de l'actualització realitzada va ser de £664,793.07.

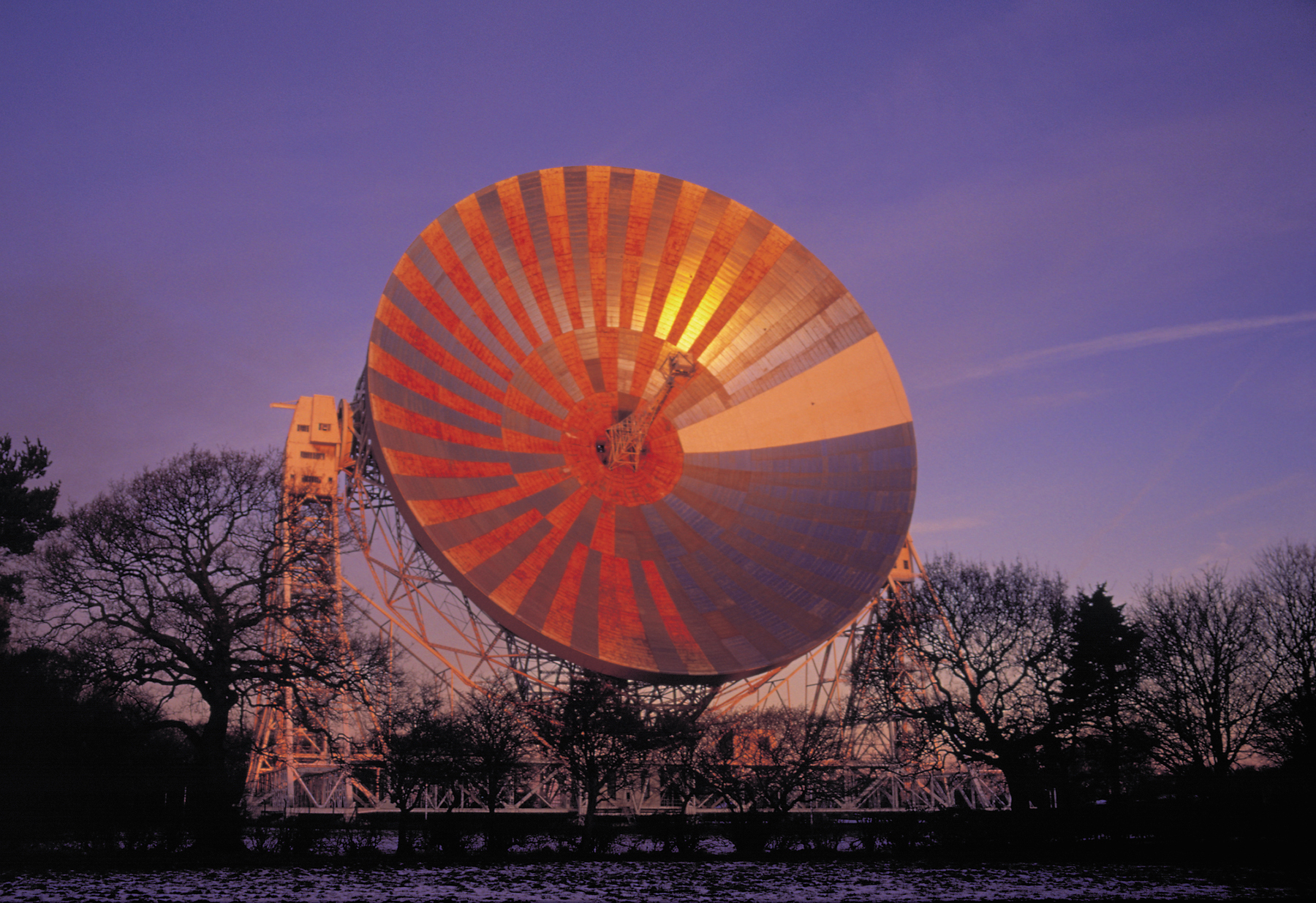
El telescopi Lovell a mitja captació.

### Millores i reparacions posteriors
Durant la tempesta de gener de 1976, concretament el dia dos, els vents viatjaven a 140 km/h que gairebé van destruir el telescopi. Les torres es van inclinar, i un dels coixinets que connecten el plat a les torres van cedir. Després d'una costosa reparació, es van afegir bigues diagonals de reforç a les torres per evitar que això tornés a passar de nou.
En la dècada de 1990, la superfície del telescopi es va corroir. Entre 2001-2003, el telescopi va ser reparat, augmentant la seva sensibilitat a 5 GHz per un factor de cinc. Una mètode de perfil hologràfic es va utilitzar en la superfície, que va comportar que la superfície funcionés òptimament a longituds d'ona de 5 cm (comparats als 18 cm en la superfície vella). Es va instal·lar un nou sistema d'accionament, que proporciona una precisió molt més gran. Es va instal·lar de nou la via exterior, i la torre central es va enfortir perquè pogués donar un suport més pesat als receptors.
En el 2007, el telescopi va necessitar una nova roda, ja que la roda antiga s'havia esquerdat; en el 2008 es va repetir amb una altra roda. Aquests són els únics canvis que es van caldre en dues rodes des que el telescopi va començar a funcionar en el 1957.
La presència (fins al 2010) de dues parelles reproductores de la fauna silvestre de falcons pelegrins (que es van instal·lar en cadascuna de les dues torres de suport del telescopi) evita la molèstia de la infestació de colúmbids (per embrutiment amb excrements, i la seva calor corporal que afecta les lectures dels instruments sensibles) que alguns radiotelescopis pateixen.

## Estadístiques
| Massa del telescopi:                       | 3200 t                                                           |
| Massa del plat:                            | 1500 t                                                           |
| Diàmetre del plat:                         | 76,2 m                                                           |
| Superfície del plat:                       | 5270 m²                                                          |
| Superfície útil del plat:                  | 4560 m²                                                          |
| Alçada de l'eix d'elevació:                | 50,5 m                                                           |
| Alçada màxima sobre el terra:              | 89,0 m                                                           |
| Radi de les rodes de la via:               | 38,5 m                                                           |
| Diàmetre exterior del rail:                | 107,5 m                                                          |
| Quantitat de pintura per 3 capes del plat: | 5300 L                                                           |
| Energia de potència azimutal               | Dos motors elèctrics de 50 CV, un al peu de cada torre.          |
| Rati màxim de la unitat                    | 15 graus per minut en azimutal 10 graus per minut en l'elevació. |

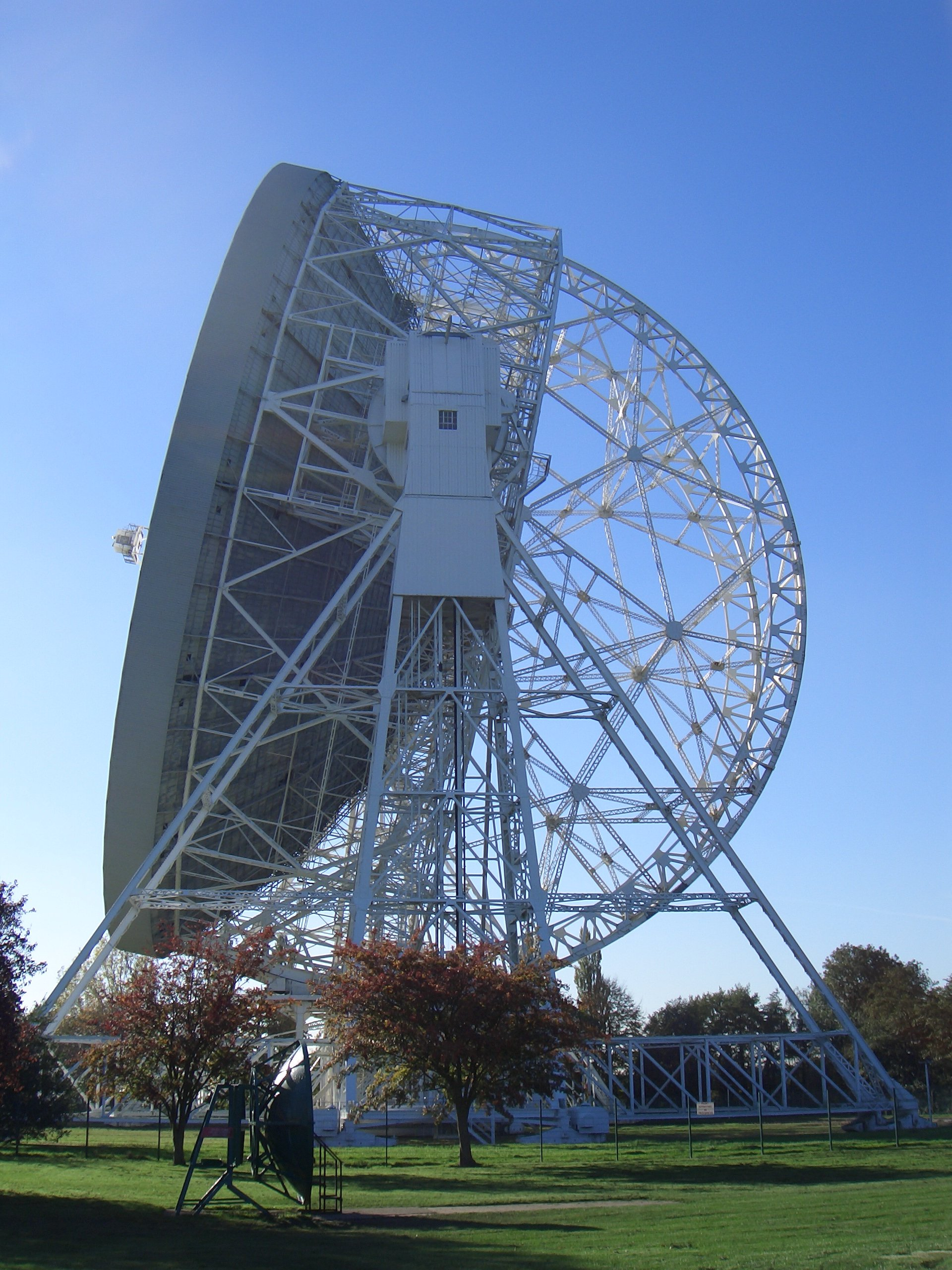
Vista lateral
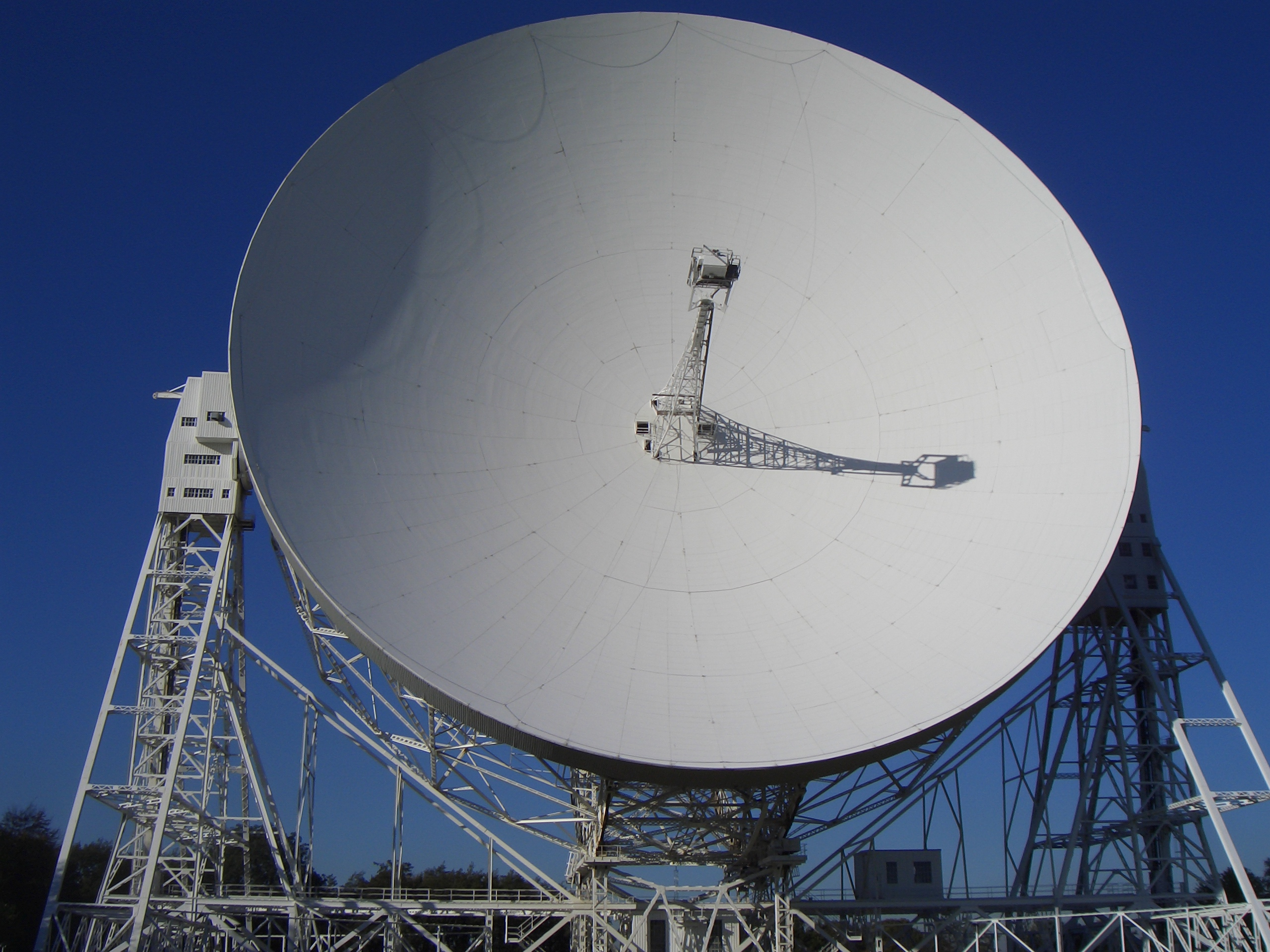
Plat del telescopi
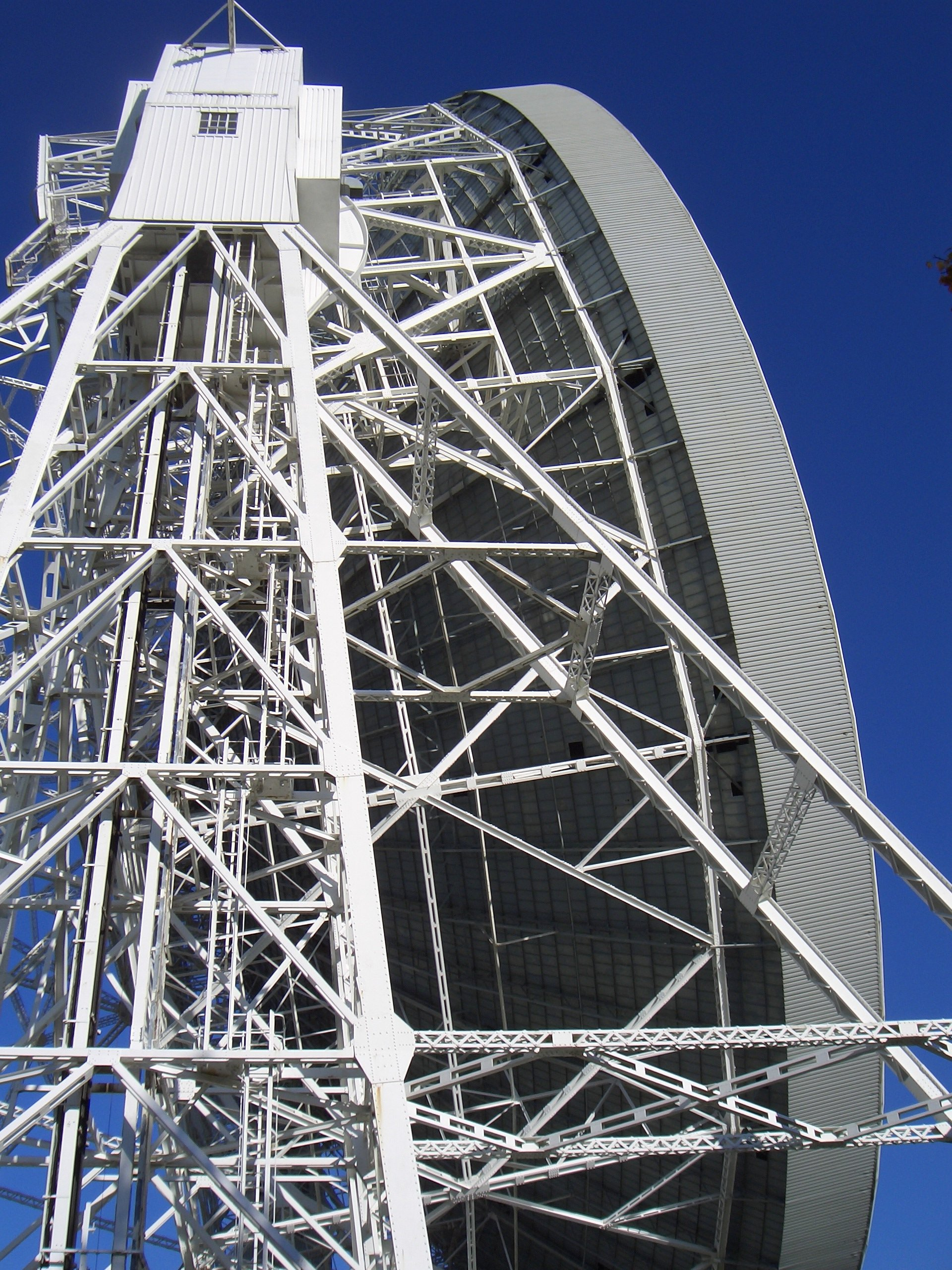
Estructura de suport
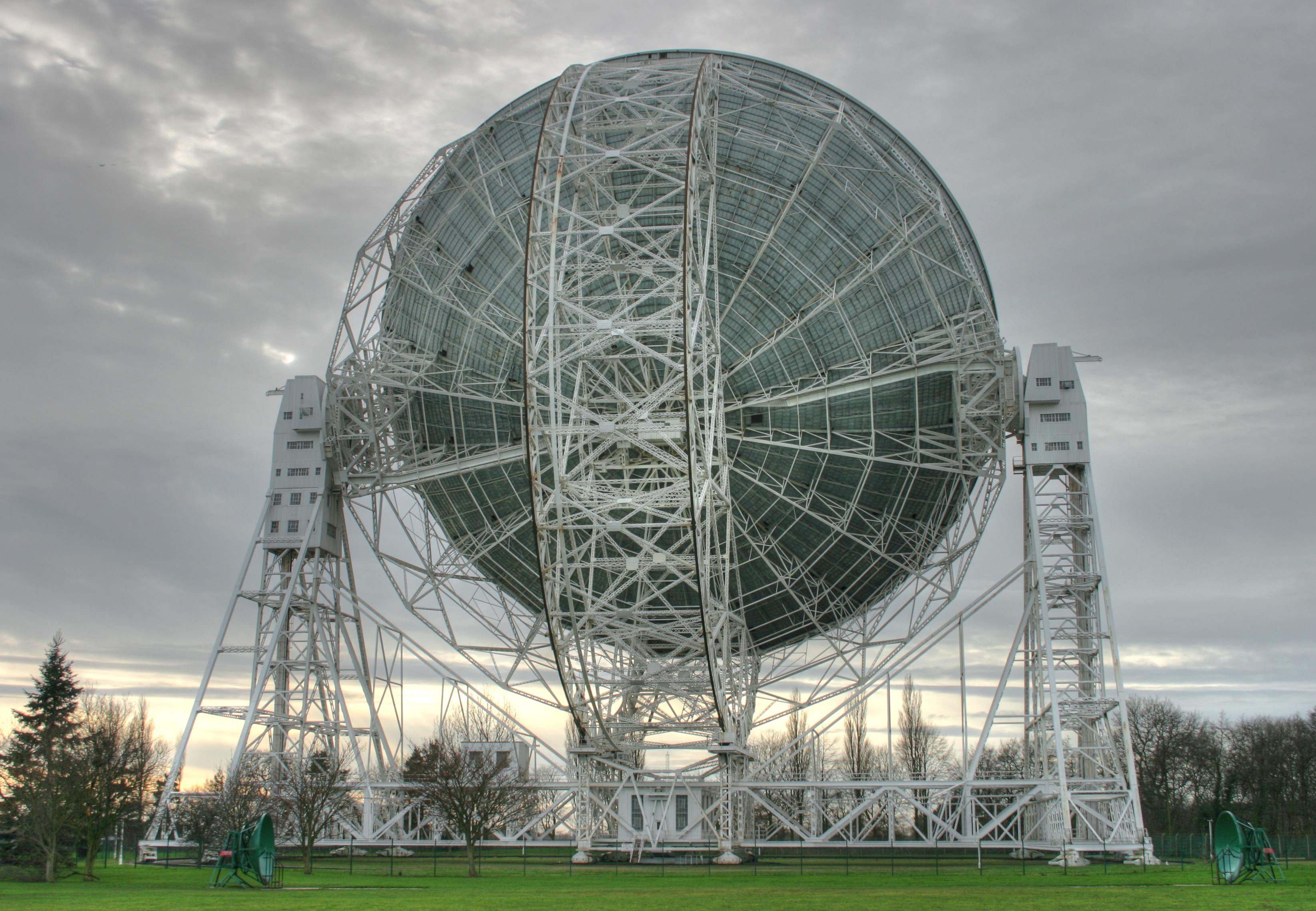
Vista posterior
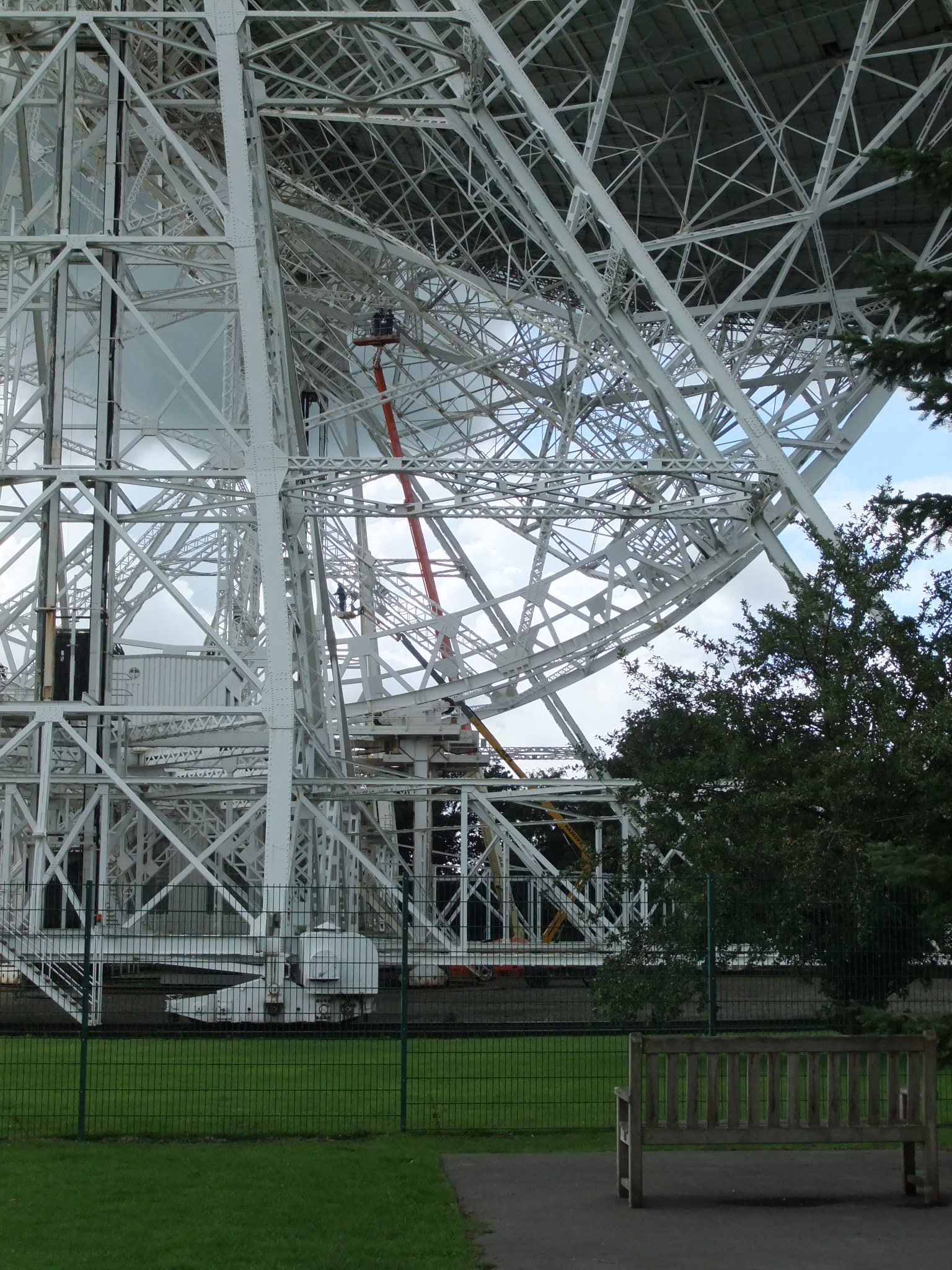
Reparacions als suports del radiotelescopi de Jodrell Bank, 12 d'agost de 2010

## Seguiment de sondes

### Spútnik i satèl·lits artificials

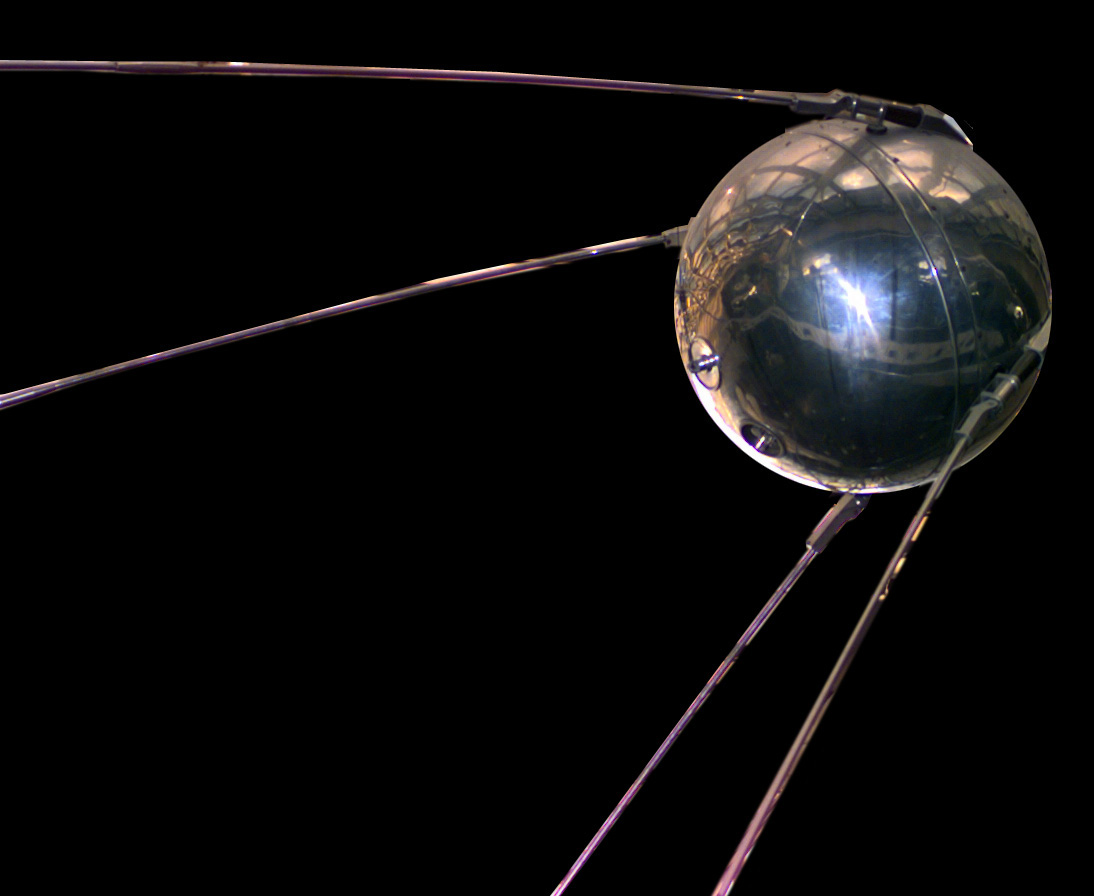
Una maqueta del Spútnik 1.

El telescopi va començar a funcionar l'estiu del 1957, just a temps per al llançament del Spútnik 1, el primer satèl·lit artificial del món. Mentre que les transmissions des de l'Spútnik per si mateix podia ser fàcilment recollides per una ràdio domèstica, el Telescopi Lovell era l'únic telescopi capaç de rastrejar el coet de l'Spútnik per radar; primer va ser localitzatjust abans de la mitjanit del 12 d'octubre de 1957. També va localitzar el coet transportador del Spútnik 2 just després de la mitjanit del 16 de novembre de 1957.
El telescopi també ha participat en alguns dels primeres missions de satèl·lit. En el febrer i març de 1963, el telescopi va transmetre senyals a través de la Lluna i l'Echo II, un satèl·lit globus de la NASA a 750 km d'altitud, a l'Observatori de Zimenki en l'URSS. També es van transmetre alguns senyals des dels EUA cap a l'URSS a través de Jodrell Bank.

### La cursa de la Lluna

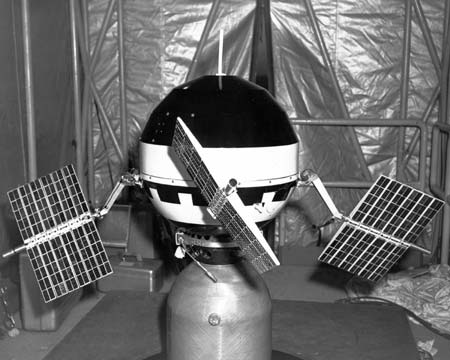
El Pioneer 5 muntat en el seu llançador Thor Able.

El Telescopi Lovell va ser utilitzat per fer un seguiment tant de sondes soviètiques com americanes adreçades a la Lluna a finals de la dècada de 1950 i principis de la dècada de 1960. Quant a les sondes espacials nord-americanes, el telescopi va seguir el Pioneer 1 des de l'11 al 13 de novembre de 1958, El Pioneer 3 en el desembre de 1958, i el Pioneer 4 en el març de 1959. El telescopi va seguir el Pioneer 5 entre l'11 de març i el 26 de juny de 1960, i també va ser utilitzat per enviar ordres a la sonda, incloent la de separar la sonda del seu coet portador i l'activació del transmissor més potent quan la sonda va ser a 12,9 milions de km de distància. També, es van rebre dades del Pioneer 5, i va ser l'únic telescopi al món capaç de fer-ho en aquell moment. L'últim senyal rebut de la sonda a una distància de 36,2 milions de quilòmetres el 26 de juny de 1960.
El telescopi també van fer un seguiment de les sondes soviètiques lunars, incloent el Lunik II del 13 al 14 de setembre de 1959 fins a xocar contra la Lluna; això va demostrar al telescopi la mesura de l'efecte de la gravetat de la lluna sobre la sonda, i el Luna 3 prop del 4 d'octubre de 1959. A més a més, el telescopi va seguir el Luna 9 el febrer de 1966, la primera nau espacial en fer un aterratge suau a la Lluna. El telescopi l'escoltava en la seva transmissió facsímil de fotografies sobre la superfície de la Lluna. Les fotos van ser enviades a la premsa britànica, la transmissió dels quals va ser modificat en el format internacional per a la transmissió d'imatges, probablement intencionalment per augmentar les possibilitats de recepció, i va ser publicat abans que els soviètics fessin públiques les fotografies.
El telescopi va seguir el Luna 10, un satèl·lit rus situat en òrbita al voltant de la Lluna, l'abril de 1966, i el Zond 5 el setembre de 1968, una sonda russa que es va llançar cap a la lluna i encerclant-la abans de tornar cap a la Terra. El telescopi no va rastrejar l'Apollo 11, ja que va realitzar el seguiment del Luna 15 el juliol de 1969. No obstant això, un telescopi de 15 m a Jodrell Bank va ser utilitzat alhora per fer un seguiment de l'Apollo 11.

### Sondes a Venus
El telescopi possiblement va detectar senyals del Venera 1, un satèl·lit rus en ruta cap a Venus, el 19–20 de maig de 1961. No obstant això, no va ser possible confirmar l'origen dels senyals. Un any més tard, el desembre de 1962, el telescopi va seguir i rebre dades del Mariner 2. El 18 d'octubre de 1967, el telescopi va seguir i rebre senyals del Venera 4, una sonda russa cap a Venus.

### Sondes a Mart
El telescopi va seguir el Mars 1 durant el 1962-3, com també el Mars 2 i Mars 3 el 1971 (enmig de l'actualització del telescopi com a Mark IA). En els últims anys, també havia buscat diverses sondes marcianes perdudes, incloent la Mars Observer de la NASA el 1993, la Mars Polar Lander el 2000,
i el mòdul de descens Beagle 2 a Mart el 2003. No obstant això, no va tenir èxit en la seva localització.

### Alertes d'ICBM
Com a mesura provisional, mentre s'estava formant la RAF Fylingdales, el telescopi va estar treballant pel "Projecte Verify" (també conegut per les paraules claus "Lothario" i "Changlin") entre l'abril de 1962 i setembre de 1963. Durant les alertes estratègiques, es va haver de connectar 'un transmissor de pols, un receptor i equip visual' per escanejar suposades zones russes de llançament dels llançaments de MBIs i/o MBAI. Durant la Crisi dels míssils de Cuba a l'octubre de 1962, el telescopi es va convertir discretament per al Teló d'acer per advertir al cap de pocs minuts dels míssils que podrien haver estat llançats.

## Observacions científiques
Quan es va proposar la construcció del telescopi, es van consensuar tot una sèrie d'objectius per a les seves observacions. Aquestes s'inclouen:
- Sondejos d'emissions de ràdio galàctics i extragalàctics
- Observacions del sol
- Els ressons dels planetes
- Investigació de les deteccions de meteors
- Observacions del Gegenschein
- Estudis sobre aurores
- Deteccions de les reflexions de ràdio de la ionització dels raigs còsmics en l'atmosfera

No obstant això, les observacions reals realitzades amb el telescopi difereixen d'aquests objectius originals, i es descriuen en les següents seccions.

### Sistema solar
A la tardor de 1958, el telescopi es va utilitzar per rebotar "Holes" a la Lluna per comprovar una demostració de la tercera lectura de Reith de Lovell. El telescopi també es va utilitzar per rebre missatges que rebotaven a la Lluna (un "rebot lunar") com a part del 50è aniversari del festival First Move. L'abril de 1961, es va aconseguir un ressò de radar de Venus utilitzant el telescopi mentre el planeta es trobava en una aproximació propera, confirmant els mesuraments de la distància del planeta realitzats pels telescopis d'Amèrica.

### Línia d'hidrogen de 21cm
La línia de 21 cm d'hidrogen va ser descoberta durant la construcció del telescopi; que va ser posteriorment redissenyat perquè pugui observar en aquesta freqüència. Amb aquesta línia d'emissió, es poden observar, els núvols d'hidrogen, tant en la galàxia de la Via Làctia com en altres galàxies; per exemple, el telescope va descobrir un gran núvol al voltant de les galàxies M81 i M82. El moviment d'aquests núvols, sigui apropant-se o allunyant-se de la Terra, es dedueix de la línia espectral de desplaçament cap al roig o cap al blau, permetent la mesura de la velocitat del núvol. Això proporciona una prova de la dinàmica interna de les galàxies, i també pot proporcionar una mesura de l'expansió mètrica de l'univers.

### Màsers
El 1963, el telescopi va descobrir emissions d'hidroxil (OH) de regions de formació estel·lar i les estrelles gegants; els primers màsers astronòmics. Els màsers d'OH emeten en quatre freqüències al voltant de 18 cm, que són fàcilment observables en el telescopi. Com a part del MERLIN, el telescopi s'utilitza regularment per a la construcció de mapes de regions màser.

### Púlsars

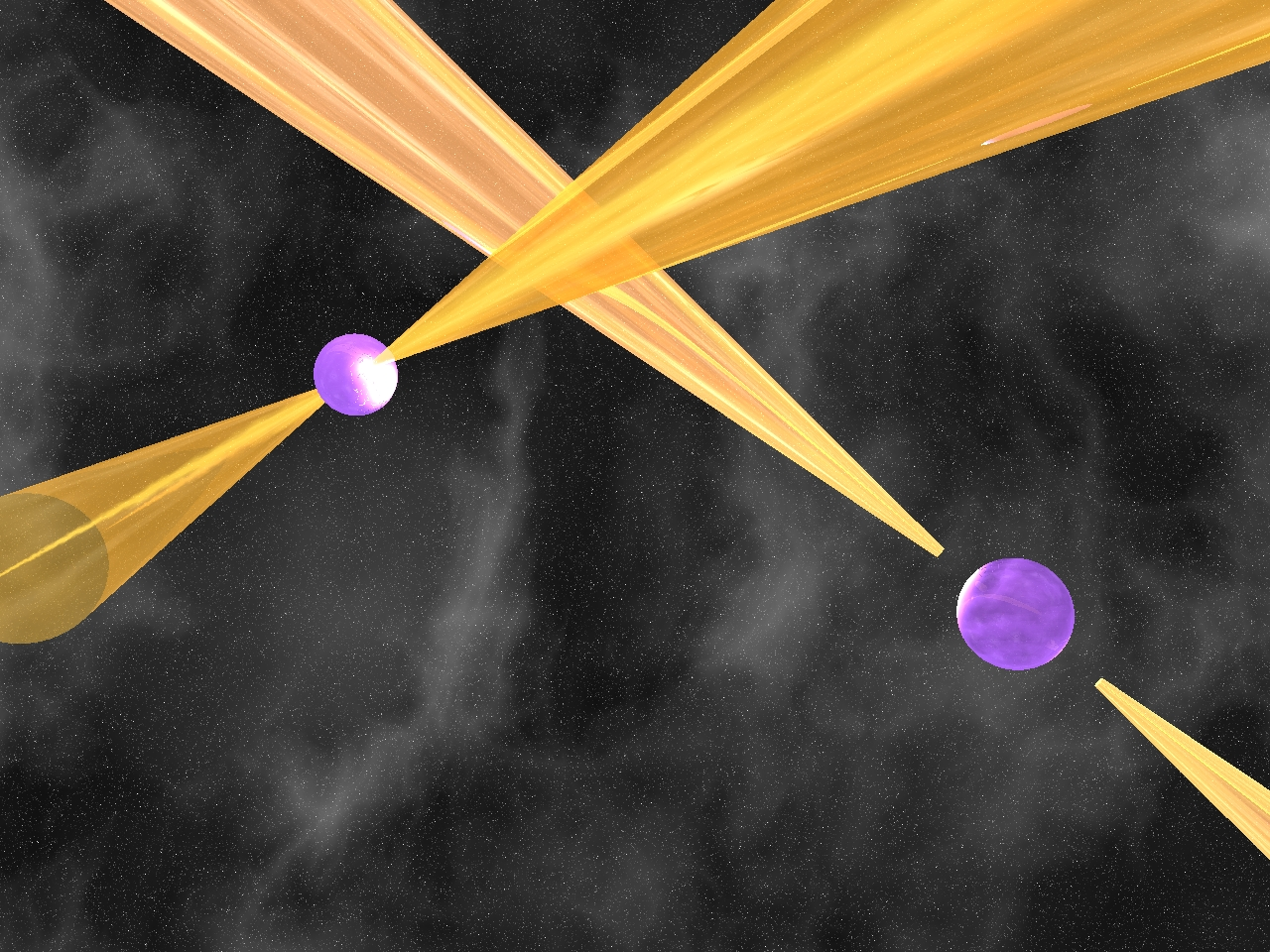
Impressió artística del púlsar doble, PSR J0737-3039.

En el 1968, el telescopi va observar les coordenades del llavors recentment descobert púlsar, confirmant la seva existència i la investigació de la mesura de dispersió. També va ser utilitzat per fer la primera detecció de la polarització de la radiació del púlsar. Això va marcar l'inici d'una important tasca investigadora sobre una gran quantitat de púlsars a Jodrell, que encara està en curs. En els 30 anys que van seguir al descobriment dels púlsars, el telescopi va descobrir més de 100 nous púlsars (i els astrònoms de Jodrell Bank han descobert al voltant del 2/3 del nombre total usant el Lovell i altres telescopis). Uns 300 púlsars són regularment observats utilitzant el Lovell, o amb un plat proper de 13 metres.
El telescopi va veure's involucrat en el descobriment dels púlsars de mil·lisegons, i també va descobrir el primer púlsar en un cúmul globular en el 1986—un púlsar de mil·lisegons al cúmul globular de Messier 28. En el setembre de 2006, es van anunciar els resultats de tres anys d'observació d'un doble púlsar, el PSR J0737-3039, amb el telescopi Lovell, con també amb els telescopis de Parkes i de Green Bank,— confirmant que la teoria de la relativitat general és exacta fins al 99,5%.

### Lent gravitatòria

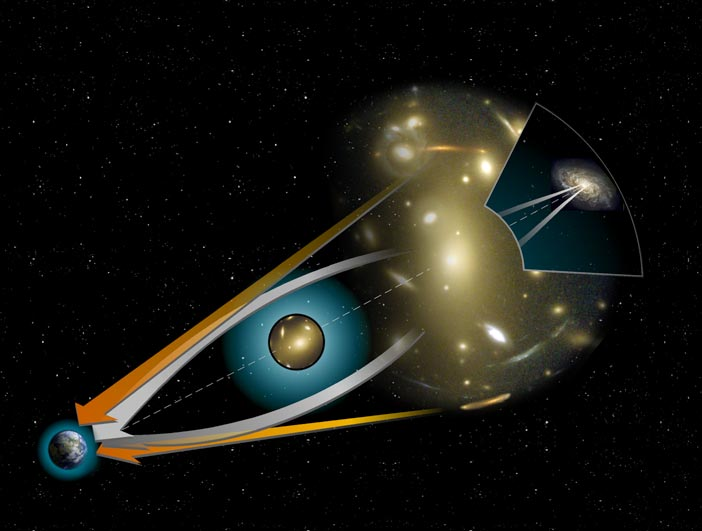
Una il·lustració d'una lent gravitatòria.

Entre el 1972 i 1973, el telescopi va ser utilitzat per "un estudi detallat de les fonts de ràdio en una àrea limitada del cel … fins al límit de sensibilitat de l'instrument". Entre els objectes catalogats hi va ser la primera lent gravitatòria, que es va confirmar òpticament en el 1979 després de trobar que la seva posició coincidia amb un parell de febles estrelles blaves mitjançant l'ús del Mark I com un interferòmetre amb la Mark II. El telescopi també va estar implicat en la detecció del primer anell d'Einstein el 1998, conjuntament amb les observacions fetes amb el telescopi espacial Hubble.

### Quàsars i interferometria
La investigació primerenca en la grandària i la naturalesa dels quàsars va impulsar el desenvolupament de les tècniques d'interferometria en la dècada de 1950; el telescopi Lovell tenia avantatge per la seva gran àrea col·lectora, el que significa que els mesuraments d'alta sensibilitat de l'interferòmetre es pot realitzar amb relativa rapidesa. Com a resultat, el telescopi va ajudar en gran manera en el descobriment dels quàsars.
La interferometria a Jodrell Bank va ser iniciada abans que es construís el telescopi Lovell, utilitzant el Telescopi Transit amb una matriu quadrada 35 metres per determinar la mida de les emissions de ràdio de nebuloses. Un cop es va completar el telescopi Lovell, el col·lector apaïssat va ser col·locat en un suport orientable i el parell s'utilitza com a interferòmetre de seguiment per ràdio. Això es va usar llavors per determinar la forma en 2D dels quàsars al cel. A l'estiu de 1961, va ser construït un telescopi paraboloide de 8 metres de diàmetre (estava fet de tubs d'alumini i es va muntar en l'estructura giratòria d'un vell radar de defensa). Això es va utilitzar després com a interferòmetre dirigible juntament amb el Mark I, amb una resolució de 0,3 segons d'arc, per determinar la mida d'alguns quàsars d'alt espectre de desplaçament cap al roig (z~0,86).
Un cop va ser construït el telescopi Mark II, també es va utilitzar com a interferòmetre amb el telescopi Lovell. Té una base de 425 m (el que significa que es pot sintetitzar un telescopi amb 425 m de diàmetre), fet que suposa una resolució d'uns 0,5 minuts d'arc. Aquest parell telescopi es van utilitzar per dur a terme estudis, i per determinar les posicions dels objectes de ràdio febles. També, un dels motius de la construcció del Mark III era utilitzar com a interferòmetre amb la Mark I per dur a terme un estudi de les fonts de ràdio.
El telescopi va participar en el primer experiment d'interferòmetre transatlàntic el 1968, amb altres telescopis que són els que estan a Algonquin i Penticton al Canadà. Va ser utilitzat per primera vegada com a interferòmetre amb el radiotelescopi d'Arecibo el 1969.
En el 1980, va ser utilitzat com a part de la nova xarxa MERLIN amb una sèrie de petits telescopis de ràdio controlats des de Jodrell Bank. Amb les línies de base de fins a 217 km, això va permetre una resolució al voltant de 0,05 minuts d'arc. Una versió actualitzada d'aquest es va convertir en un centre nacional el 1992. També s'ha utilitzat en interferometria de Molt Llarga Base, amb telescopis de tot Europa (la European VLBI Network), proporcionant una resolució del voltant de 0,001 segons d'arc. Al voltant de la meitat del temps d'observació del telescopi està ara dedicat a fer interferometria amb altres telescopis. Està previst que el telescopi funcioni com a part d'un interferòmetre amb els radiotelescopis satèl·lit orbitadors com el Radioastron (Rússia) i VLBI Space Observatory Programme (Japó), proporcionant línies de base encara més grans i de majors resolucions.

### Altres observacions importants
El telescopi va ser utilitzat com a instrument de seguiment per a possibles deteccions del SETI realitzats a Arecibo entre el 1998 i a finals del 2003. No es van detectar senyals. El febrer de 2005, els astrònoms que utilitzaven el Telescopi Lovell van descobrir la galàxia VIRGOHI21 que sembla estar composta gairebé enterament de matèria fosca.

## Cultura popular

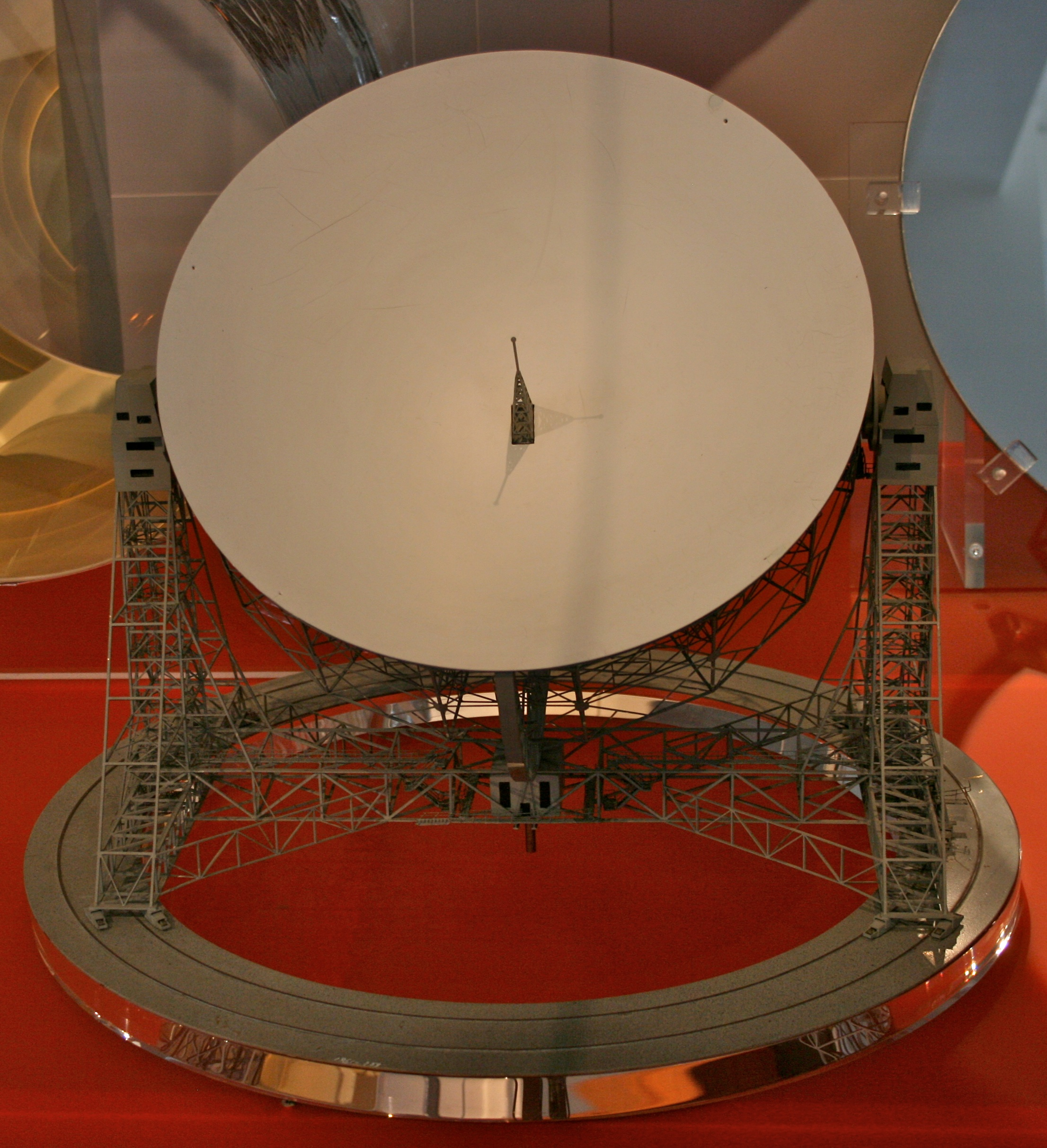
Un model del telescopi Mark I al Museu de la Ciència, Londres

- Es va realitzar el 1961 un model del telescopi a escala 1:200, s'exposa al Museu de la Ciència, Londres.[98]
- En el 1962, es va mencionar el telescopi en una novel·la de ciència-ficció anomenada A for Andromeda, per Fred Hoyle i John Elliot.[99]
- L'actriu Sophie Aldred va retratar la companya del Setè Doctor com a Ace McShane, d'empeus tant en la superestructura com en el plat en l'especial educatiu Search Out Science: Search Out Space del Doctor Who en el 1990.[100]
- En el 1992, el telescopi va aparèixer a la portada del senzill "Space Face" de Sub Sub.[99]
- El telescopi també va fer una breu aparició en la versió de cinema de Guia galàctica per a autostopistes el 2005.[101]
- Dos grups de música han gravat videoclips musicals en el bol del telescopi: D:Ream en el 1995 (Party Up the World) i Placebo en el 2003 (The Bitter End).
- La Royal Mail va triar per representar el telescopi com la J de Jodrell Bank en la seva sèrie segells alfabètics;[102] també s'ha il·lustrat anteriorment en segells d'Haití, Hongria, Illa de l'Ascensió, Barbuda, Liechtenstein i Tanzània.[103]